# 세계 공민
세계 공민 (世界公民)은 상호 의존과 상호 작용의 시대에 모든 세계 시민들의 사회 계약으로 세계 감각의 공민을 이해하기 위해 제안한다. 개념의 선전자는 우리가 지구에 존재하는 인간이라는 단순한 사실에 의해 서로에게 특정 권리와 책임이 있다는 개념으로 정의한다.
이 개념의 옹호자들은 글로벌 윤리를 상상할 수 있음을 보여 주려고 시도한다. 이 개념에 따르면 점점 더 상호 의존적이 되어가는 세계에서, 세계 시민들은 세계적인 사고 방식을 구성 할 수 있는 나침반이 필요하며, 이는 환경 문제와 핵 확산과 같은 특정 세계 문제와 관련된 공유된 의식과 세계적인 책임감을 만들어낸다.

## 개념의 역사
세계 공민이라는 용어는 Brookings Institution의 Global Economy and Development 프로그램의 비선임연구원인 Hakan Altinay가 2010년 3월에 발표한 작업 보고서에서 최초로 창안되었다. 이 개념은 세계 윤리, 세계 정의와 세계 시민 정신의 기본 교리에 기초하여 모든 사람들이 매우 상호 의존적인 세계에서 점점 더 중요한 역할에 대해 의문을 갖도록 유도한다. 2011년 초,  Altinay는 전 세계의 학자와 지식인이 제시한 세계 공민에 관한 기사로 구성된 책인 ‘Global Civics: Responsibilities and Rights in an Interdependent World’를 출간한다.
글로벌 공민의 지지자들이 채택한 여러 가지 방법 중 개념을 이해를 확산시키는 것은 Collective Answers이다. Collective Answers는 전 세계의 온라인 포럼, 제출물 및 다양한 전시회를 통해 글로벌 시민 문제를 논의하는 비영리 단체이다. Collective Answers는 2010년 가을에 일련의 전시회에서 제출물을 전시하기 시작했다.
그러나 글로벌 윤리는 아메리칸 인디언 계명에도 명시되어 있다: "지구와 지구상에 사는 모든 사람들을 존경하며 주신과 가깝게 지내십시오. 동료 존재들에게 큰 존경심을 표하세요. 모든 인류의 혜택을 위해 같이 노력하세요. 필요할 때마다 도움과 친절을 베풀어주십시오. 당신이 옳다고 알고있는 것을 행하십시오. 몸과 마음을 돌보세요. 당신의 노력의 몫을 더 큰 일에 바치십시오. 언제나 진실하고 정직하십시오. 당신의 행동에 책임감을 가지십시오.”

## 개념에 대한 이의 제기
세계 공민 개념에 반대하는 사람들은 세계에 사는 모든 사람들에 대한 책임감을 연습하는 것은 그다지 대단하지 않은 수준이더라도, 압도적이며 거의 불가능하다고 주장한다. 이 주장은 또한 공민이 효과적인 상태와 힘을 가정하는 것 또한 받아들인다. 세계 정부와 같은 것이 없기 때문에 세계 공민의 구현이 실현 가능하지 않다고 주장한다.
또한 세계의 초강대국은 이기적이고 위험한 국가이며, 국제적 합법성과 법률로 인한 제약을 느끼지 않는다고 주장되어 왔다.

마지막으로, 비평가들은 범 세계적인 연대 경험이 기껏해야 아주 기초적인 것이고, 세계 시민으로서의 경험은 국제 엘리트들과 몇몇 사람들에게만 국한된 특권이기 때문에 인간 사이의 권리와 의무의 기반을 형성할 수 없다고 주장한다.

## 대학의 역할
세계 공민 지지자들은 또한 대학 캠퍼스가 오늘날 글로벌 세계가 상호 의존적인 세상에서의 삶을 위해 어떻게 기능하고 미래 세대를 준비하는 것에 공헌하는지에 대한 철저한 이해가 확산되는 데 있어서 중요한 역할을 하고 있음을 시사한다. 이 견해는 성공적으로 "학생들에게 그들의 동료 인간에 대한 그들의 책임을 논의하고 규명하기 위한 포럼과 방식들을 학생들에게 제공 할 수 있는” 비전 있는 대학을 요구한다.

## 종교의 역할
대부분의 종교는 인류의 도덕과 윤리라는 공통된 실마리를 주입하여 인종에 대한 고도의 진보를 이루기 위한 목적으로 표면적으로 직접 또는 간접적으로 글로벌 윤리를 가르치고 있다. 그러나 사람들이 자신들의 목표에 미치지 못하게 만드는 메커니즘은 시민 사회의 성장을 촉진 시키는데 어려움을 더한다.

## 같이 보기
- 세계시민주의
- 세계 시민권
- 보편 값

## 참고 도서
- Official website, http://www.globalcivics.net 보관됨 2015-03-20 - 웨이백 머신

- Documentary on Global Civics, https://www.youtube.com/watch?v=AnSAMd5R498

- Altinay, Hakan (2011). 《Global Civics: Rights and Responsibilities in an Interdependent World》. Washington, D.C.: Brookings Institution Press.

- Goldstein, Alyosha (2004년 3월 17일). “The Global Civics of Poverty: Community, Participation, and Neoliberal Governance”.

- Levin-Goldberg, Jennifer (2009). “Transforming Global Civics: The Need for Human Rights Education”. 2010년 6월 15일에 원본 문서에서 보존된 문서. 2010년 7월 8일에 확인함.

- “Taiwan Students Top Global Civics Study”. 《Taiwan Today》. 2010년 6월 30일. 2011년 7월 18일에 원본 문서에서 보존된 문서. 2015년 3월 21일에 확인함.

- “Global Warming and Global Civics”. 《Financial Times》. 2012년 12월 9일.